# Nguyễn Văn Hảo (thương gia)
Nguyễn Văn Hảo (1890-1971) là một trong những thương gia người Việt giàu có nhất ở Sài Gòn từ thời Pháp thuộc cho đến những năm 1975. Ông từng là chủ của rạp Nguyễn Văn Hảo nổi tiếng, được ví là nhà hát "hàng không mẫu hạm" với sức chứa trên ngàn người và hiện đại nhất Sài Gòn vào thập niên 50.

## Cuộc đời
Nguyễn Văn Hảo sinh năm 1890 tại ấp Long Thuận, xã Nhị Long, huyện Càng Long, tỉnh Trà Vinh.. Ông Hảo xuất thân trong một gia đình làm nông. Cha của ông có 3 người vợ, ông Hảo là con thứ 3 của người vợ thứ 3..
Khi người anh cùng cha khác mẹ của ông Hảo, chủ một cửa tiệm buôn bán phụ tùng ô tô ở đường Nguyễn An Ninh, cần người phụ giúp công viêc. Ông đã xin phép cha đưa em trai, là ông Hảo, lên Sài Gòn phụ ông buôn bán phụ tùng xe hơi. Thời gian đầu lúc vừa lên Sài Gòn, ông Hảo phụ anh trai buôn bán phụ tùng. Do thông minh lanh lợi, ông Hảo đã học được nhiều điều từ người anh và trở thành thợ chính tại tiệm. Ông rành kỹ thuật như thợ chính và giỏi việc buôn bán.
Năm 1929, ông đưa vợ lên cùng làm chung và sinh người con trai đầu. Ông Hảo xin phép anh ra lập nghiệp riêng. Được anh trai đồng ý, ông Hảo mở tiệm buôn bán phụ tùng xe hơi ở số 21 - 23 đường Galliéni (nay là đường Trần Hưng Đạo, Quận 1). Cùng với buôn bán phụ tùng xe hơi, ông Hảo mở một cây xăng bơm tay để kinh doanh thêm xăng, dầu nhớt.

## Kinh doanh
Theo nhà văn Hứa Hoành, trong bối cảnh Nam kỳ khoảng thập niên đầu thế kỷ 20, ở lĩnh vực kinh tế có những thương nhân kinh doanh tài ba, gầy dựng nên được cơ nghiệp khồng lồ. Họ gồm nhiều lĩnh vực kinh doanh khác nhau như: Trương Văn Bền, Lê Phát An, Nguyễn Hữu Hào, Lê Thanh Liêm, Trần Trinh Trạch và trong đó có ông Nguyễn Văn Hảo. Ông Hảo lúc bấy giờ làm đại diện vỏ ruột xe hơi cho hãng Michelin của Pháp ở Sài Gòn.

## Gia sản
Là người nổi tiếng giàu nhất nhì Sài Gòn thời đó, gia sản của thương gia Nguyễn Văn Hảo phải kể đến:

### Rạp hát "hàng không mẫu hạm"

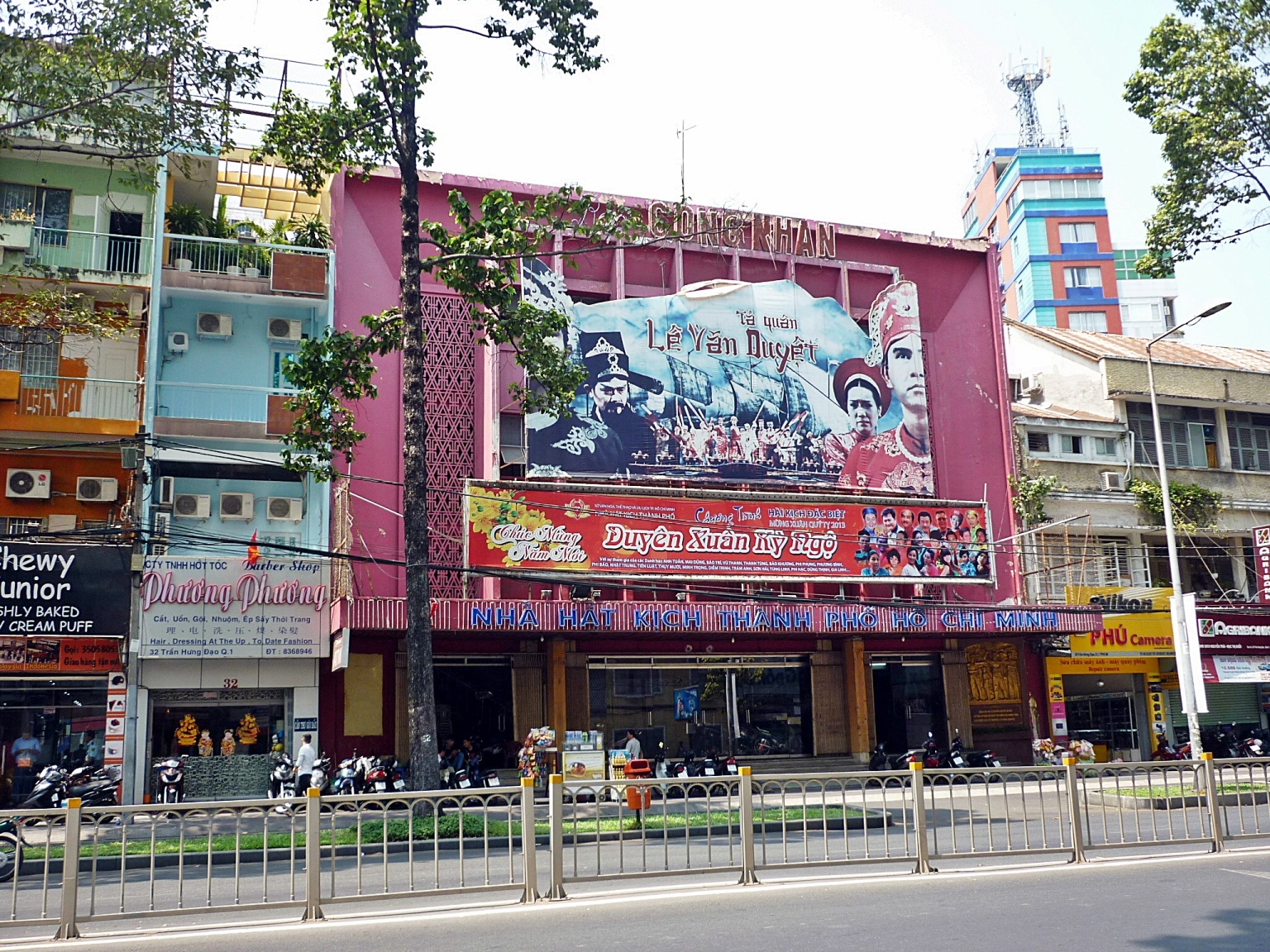
Rạp Công Nhân, năm 2013

Năm 1940, ông Nguyễn Văn Hảo mua đất và xây dựng rạp Nguyễn Văn Hảo để phục vụ sở thích cải lương của mình. Mặt tiền của rạp nằm trên đường Galliéni  còn cửa hậu của rạp ra đường Bùi Viện. Rạp Nguyễn Văn Hảo có 3 tầng khán phòng với 1.200 ghế. Đây là rạp hát hiện đại và lớn nhất ở Sài Gòn trước năm 1975. Nhiều lớp nghệ sĩ thường coi đây là "thánh đường cải lương" và gọi là "hàng không mẫu hạm Nguyễn Văn Hảo".
Vì là rạp hát lớn nhất, nổi tiếng nhất lại nằm ở vị trí trung tâm của Sài Gòn - Chợ Lớn, nên nơi đây từng diễn ra những sự kiện nổi bật trong lịch sử Sài Gòn, trong đó có vụ đánh bom 19 tháng 12 năm 1955 khi diễn vở tuồng "Lấp sông Gianh".
Sau năm 1975, rạp Nguyễn Văn Hảo được đổi tên là Rạp Công Nhân hiện ở số 30 đường Trần Hưng Đạo, Thành phố Hồ Chí Minh.

### Chùa ông Hảo (Hảo Tâm tự)
Năm 1960, Nguyễn Văn Hảo về quê ở Càng Long mua một khu đất rộng 150 công rồi làm đơn gửi Quận trưởng nơi đó để xin phép xây dựng Chùa. Ngôi Chùa do kỹ sư Phan Hiếu Kinh thiết kế. Do kiến trúc công trình khá cầu kỳ và xây dựng gặp lúc giao thông khó khăn, sử dụng nhiều vật liệu quý nên ngôi chùa mang tên "Hảo tâm tự" đã mất hơn 8 năm mới tạm hoàn thành. Ông Hảo còn dự định xây cả cầu vượt từ Chùa lên tòa tháp ngang con đường, nay là quốc lộ 53 bên bờ sông An Trường, và xây thêm một cây cầu nổi bắc qua sông gần chùa để dân qua lại nhưng không được chính quyền cấp phép..
Chùa ông Hảo tọa lạc trên diện tích khoảng hơn 8.000 m², theo lối kiến trúc nửa ta, nửa Tây với điểm nhấn là ngôi tháp cao 9 tầng. Quanh Chùa có những bức tranh phù điêu vẽ cảnh Nhà hát Nguyễn Văn Hảo, du thuyền ông Hảo dùng đi từ Sài Gòn về Càng Long... Ông Hảo cũng cho xây dãy phố lầu hoành tráng gần Chùa và còn xây một khu chợ cho người dân tới lui mua bán.
Năm 1968, Chùa xây xong cũng là lúc chiến sự diễn ra ác liệt. Ngôi chùa trở thành nơi trú thân của người dân từ khắp nơi, và dù khách lạ hay quen, giàu hoặc nghèo, cũng đều được ông Hảo giúp đỡ tận tình cơm gạo, thuốc men. Đất quanh chùa ông cho dân mượn cấy lúa.
Sau khi chấm dứt chiến tranh Việt Nam năm 1975, chính quyền mới niêm phong khu vực. Nhiều vật dụng quý trong chùa bị thất lạc. Năm 1979, khi người vợ ông Hảo chọn chăm sóc Chùa vốn sống trong khu vực qua đời, toàn bộ khu đất được UBND huyện Càng Long thu lại.
Sau đó chính quyền trưng dụng làm bệnh viện, rồi cho làm thư viện và khu vui chơi cho trẻ em. Nhưng đến ngày nay, khu vực chỉ còn lại đống hoang tàn.

### Biệt thự giữa trung tâm Sài Gòn
Năm 1933, ông Hảo mua miếng đất ở đường Trần Hưng Đạo - Ký Con - Yersin - Lê Thị Hồng Gấm, 4 mặt tiền để xây nhà. Việc xây nhà từ năm 1933 cho đến năm 1937. Tòa nhà có diện tích 800 m², được xây dựng theo lối kiến trúc Pháp đang thịnh hành thời đó. Gạch bông lót nền nhà được đưa từ Pháp qua. Do lúc đó chưa có xi măng nên phải lấy mủ cây trộn với vôi cát, nước để xây. Hai bên hông nhà có khắc chữ NG.V.HAO.
Tằng trên cùng của tòa nhà có một hồ bơi nhỏ, tuy nhà có hai lầu nhưng sau này có gắn thang máy. Năm 1966, khi ông Hảo về quê, do không có nhu cầu sử dụng, con cháu ông đã tháo thang máy đem bán. Phía trước nhà mặt đường Trần Hưng Đạo ông Hảo cùng Hãng Caltex mở cây xăng. Còn lại bán đồ phụ tùng xe hơi. Phía sau là garage xe hơi. Dãy lầu trên garage có thêm 6 căn được cho thuê. Còn phía trên của dãy trước để toàn bộ đại gia đình ông ở. Ngoài tòa nhà này, ông Hảo còn mua miếng đất ở mặt tiền đường Bùi Viện - Trần Hưng Đạo - Đề Thám để xây cất hai dãy phố nhà lầu cho thuê.

## Qua đời
Năm 1966, người vợ đầu của Nguyễn Văn Hảo qua đời, ông trả môn bài về ở quê Càng Long sống. Công ty Nguyễn Văn Hảo cũng ngưng hoạt động. Nhà ông chỉ còn garage xe phía sau, do ông Hảo giao lại cho người con nuôi quản lý và cây xăng Caltex ở trước nhà là còn hoạt động. Các tài sản ông Hảo ở Sài Gòn, ông giao hết cho người con trai cả quản lý. Năm 1971, thương gia Nguyễn Văn Hảo mất ở Sài Gòn, ông được đem về an táng ở Càng Long trong ngôi mộ mà gia đình xây sẵn từ năm 1940
Sau năm 1975, trải qua nhiều biến cố, những tài sản lớn như nhà hát, ngôi nhà 4 mặt tiền, garage, cây xăng... của ông Hảo trước đây thì hầu hết đều bị Cộng hòa Miền Nam Việt Nam tịch biên. Hiện con cháu ông mỗi người mỗi nghề, chủ yếu là lao động chân tay. Họ đang được sử dụng 2 tầng lầu dãy phía trước của căn nhà 4 mặt tiền giữa trung tâm thành phố Hồ Chí Minh. Do tầng trệt thuộc nhà nước quản lý cho kinh doanh thuê mướn, nên các con cháu ông phải ra vào qua chiếc cổng nhỏ ở đường Ký Con của tòa nhà được xem là "vị trí đất vàng"-"triệu đô, hàng tỷ đồng" của thành phố. Mọi đồ đạc có giá trị trong căn nhà trước đây hầu như đã được tháo ra bán để mua gạo trong giai đoạn khó khăn trước đây.